# Mag+
Mag+ est une plateforme de publication numérique qui aide les entreprises à créer et à distribuer du contenu attrayant visuellement sur tablettes et smartphones, sans avoir à écrire une seule ligne de code. 

## Description
La plate-forme de publication numérique Mag+ comprend un ensemble d'outils différents : 
- Le Mag+ Plugin, un plugin pour Adobe InDesign CS5 - CC 2019.
- Mag+ Feature Builder, un assistant HTML permettant de créer des éléments interactifs.
- Le Mag+ Production, un outil de planification de contenu.
- Mag+ Reviewer, une application iOS, Android et Kindle Fire permettant de consulter le contenu créé sur le périphérique cible.
- Le Mag+ Publish, un outil de création et de gestion d'applications basé sur le Web.

## Histoire
L' unité Recherche et développement de Bonnier a lancé en 2009 un projet visant à étudier l’incidence des tablettes sur l’industrie du magazine. 
En avril 2010, l’application Popular Science pour iPad, créée par l’équipe du projet, a été présentée par Steve Jobs sur scène lors du lancement d’iOS 4 et la société a commencé à proposer son logiciel. 
En janvier 2011, la société Moving Media+ AB a été officiellement créée. 
La société a changé en septembre 2011 de nom pour devenir Mag+ AB en Suède et Magplus Inc aux États-Unis. Le nom Mag+ a depuis été utilisé pour le logiciel. Le nom Mag+ provient de magazine et du caractère «+», qui représente une expérience de magazine améliorée rendue possible par les possibilités multimédias interactives offertes par les tablettes et les smartphones par rapport aux médias imprimés. 
En juin 2015, plus de 4 500 applications avaient été créées sur la plate-forme Mag+. 
MPS Limited a acquis Mag+ en juillet 2016. 

## Propriétaires
La société appartient à la société de services d’édition MPS Limited. 

## Clients
- Bloomberg Markets [7]
- British Journal of Photography [8],[9],[10],[11]
- Chicago Sun-Times [12]
- I'm Zlatan [13],[14]
- Investment Week [15]
- AnyFlip [16]
- Macworld [12]
- MAD Magazine [17]
- Maxim [18]
- Popular Photography [18]
- Popular Science [19]
- PUB Html5 [20]
- RedEye [21]
- Symbolia [22]
- The Next Web Magazine [23],[24],[25]
- San Francisco Chronicle [26]
- Slide Html5 [27]
- Victoria & Albert Museum [28],[29],[30]
- Web MD [12]